# 姚弈
姚弈（?—?），陕州硖石县（今河南省三门峡市东南）人。唐朝官员，宰相姚崇的幼子。

## 生平
姚弈年轻时修谨。姚崇想让他不越官次、习知吏道，于是从右千牛进升至太子舍人，开元年间，祭祀五陵，有司认为可以携带鹰犬，姚弈以为非礼，上奏停止。出任睢阳郡太守，召回朝廷任太仆卿。开元二十四年（736年）三月，开始移贡举，唐玄宗派礼部侍郎姚弈请进士帖《左传》、《礼记》，通五者才可以及第。后为尚书右丞。姚弈兄长姚彝的儿子姚闳曾经担任朔方军使牛仙客的判官。牛仙客入朝为宰相，姚闳担任侍御史，深被信任。牛仙客临终时，姚闳起草遗表，让牛仙客推荐姚弈及兵部侍郎卢奂代替自己担任宰相。牛仙客弥留时，署名不成，其妻在宦官吊祭时，以其表上奏。玄宗大怒，贬姚弈为永陽郡太守，卢奂为临淄郡太守，将姚闳赐死。姚弈在官任上去世。

## 子孙
- 子：姚闡，侍御史
  - 孫：姚恆，都水少監
  - 孫：姚愷
  - 孫：姚恊，松陽令
  - 孫：姚愐，右監門率府兵曹參軍
  - 孫：姚忱，恆王府主簿
  - 孫：姚惲，左千牛衛兵曹參軍[5]